# جون دياز
جون دياز (4 أكتوبر 1978 بغوا في الهند - ) هو لاعب كرة قدم هندي في مركز الدفاع. لعب مع نادي ديمبو ونادي طيران الهند.

## وصلات خارجية
- جون دياز على موقع قاعدة بيانات كرة القدم.إي يو (الإنجليزية)
- جون دياز على موقع Soccerway.com (الإنجليزية)